# 锡戈夫卡河
锡戈夫卡河（俄语：Река Сиговка）是萨哈林州阿尼瓦区的河流，源起忧郁山，注入阿尼瓦湾。2017年，河受到了人为污染，出现了沙门氏菌、肠球菌等，超标700倍。

## 引用
1. ↑  М·Г·瓦西科夫斯基. . 列宁格勒: 气象出版社. 1973 （俄语）.
2. ↑  . Verumwiki.   [2024-01-04]. （原始内容存档于2024-01-04） （俄语）.
3. ↑  . citysakh.ru. 2017-06-05  [2021-12-10]. （原始内容存档于2021-12-10） （俄语）.